# Шанана Гусман
Кай Рала Шанана Ґусман (порт. Kay Rala Xanana Gusmão; нар. 20 червня 1946, ім'я при народжені — Жозе Алешандре Ґусман, порт. José Alexandre Gusmão) — державний діяч Східного Тимору, один з архітекторів незалежності країни.
З 1971 в русі за незалежність Східного Тимора (ФРЕТІЛІН), активний борець за незалежність Східного Тимору від Індонезії.
У 1999 році Ґусман був удостоєний премії Сахарова за свободу думки.
У 2002–2007 — перший президент незалежного Східного Тимору. З 8 серпня 2007 до 20 лютого 2015 — прем'єр-міністр країни.